# Lusepiola
Lusepiola Bello, 2020 è un genere di molluschi cefalopodi dell'ordine Sepiida.

## Tassonomia
Il genere comprende le seguenti specie:
- Lusepiola birostrata Sasaki, 1918
- Lusepiola trirostrata G. L. Voss, 1962